# Колледж-Стейшен (Техас)

Територія агломерації Колледж-Стейшн (червоним) та Брайана (північніше сірим) в окрузі Бразос

Колледж-Стейшен (англ. College Station) — місто (англ. city), мономісто в США, в окрузі Бразос штату Техас. Населення — 120 511 особа (2020). Колледж-Стейшн утворює міську агломерацію з адміністративним центром округу містом Браян c сумарним населенням 212 268 осіб (згідно з переписом 2010).

## Географія
Колледж-Стейшен розташований за координатами 30°35′19″ пн. ш. 96°17′46″ зх. д. / 30.58861° пн. ш. 96.29611° зх. д. (30.588623, -96.296010). За даними Бюро перепису населення США в 2010 році місто мало площу 128,51 км², з яких 128,05 км² — суходіл та 0,45 км² — водойми.

### Клімат
| Клімат : Колледж-Стейшен | Клімат : Колледж-Стейшен | Клімат : Колледж-Стейшен | Клімат : Колледж-Стейшен | Клімат : Колледж-Стейшен | Клімат : Колледж-Стейшен | Клімат : Колледж-Стейшен | Клімат : Колледж-Стейшен | Клімат : Колледж-Стейшен | Клімат : Колледж-Стейшен | Клімат : Колледж-Стейшен | Клімат : Колледж-Стейшен | Клімат : Колледж-Стейшен | Клімат : Колледж-Стейшен |
| Показник                 | Січ.                     | Лют.                     | Бер.                     | Квіт.                    | Трав.                    | Черв.                    | Лип.                     | Серп.                    | Вер.                     | Жовт.                    | Лист.                    | Груд.                    | Рік                      |
| Абсолютний максимум, °C  | 32,2                     | 37,2                     | 35,6                     | 36,7                     | 38,3                     | 42,2                     | 43,3                     | 43,3                     | 44,4                     | 38,9                     | 34,4                     | 31,7                     | 44,4                     |
| Середній максимум, °C    | 16,1                     | 18,2                     | 22,1                     | 26,1                     | 29,9                     | 33,2                     | 34,9                     | 35,7                     | 32,5                     | 27,4                     | 21,7                     | 16,8                     | 26,2                     |
| Середній мінімум, °C     | 5,1                      | 6,9                      | 10,6                     | 14,5                     | 19,2                     | 22,6                     | 23,7                     | 23,6                     | 20,8                     | 15,7                     | 10,3                     | 5,7                      | 14,9                     |
| Абсолютний мінімум, °C   | −19,4                    | −17,2                    | −8,3                     | −2,2                     | 5,6                      | 11,7                     | 15,6                     | 12,8                     | 5,0                      | −1,7                     | −7,2                     | −16,7                    | −19,4                    |
| Норма опадів, мм         | 82                       | 72                       | 81                       | 68                       | 110                      | 113                      | 54                       | 68                       | 81                       | 125                      | 82                       | 82                       | 1018                     |
| Днів з опадами           | 8,4                      | 8,1                      | 8,3                      | 6,5                      | 8,3                      | 8,5                      | 5,7                      | 5,8                      | 6,7                      | 7,6                      | 8,1                      | 8,8                      | 90,8                     |
| ------------------------ | ------------------------ | ------------------------ | ------------------------ | ------------------------ | ------------------------ | ------------------------ | ------------------------ | ------------------------ | ------------------------ | ------------------------ | ------------------------ | ------------------------ | ------------------------ |
| Джерело: NOAA            |                          |                          |                          |                          |                          |                          |                          |                          |                          |                          |                          |                          |                          |

## Демографія
Згідно з переписом 2010 року, у місті мешкало 93 857 осіб у 35 037 домогосподарствах у складі 14 889 родин. Густота населення становила 730 осіб/км². Було 37226 помешкань (290/км²).
Расовий склад населення:
| - 77,2 % — білих - 9,1 % — азіатів - 6,8 % — чорних або афроамериканців - 0,4 % — корінних американців - 0,1 % — вихідців з тихоокеанських островів - 4,0 % — осіб інших рас |

До двох чи більше рас належало 2,4 %. Частка іспаномовних становила 14,0 % від усіх жителів.
За віковим діапазоном населення розподілялося таким чином: 14,8 % — особи молодші 18 років, 80,5 % — особи у віці 18—64 років, 4,7 % — особи у віці 65 років та старші. Медіана віку мешканця становила 22,3 року. На 100 осіб жіночої статі у місті припадало 103,4 чоловіків; на 100 жінок у віці від 18 років та старших — 103,7 чоловіків також старших 18 років.
Середній дохід на одне домашнє господарство становив 57 475 доларів США (медіана — 34 186), а середній дохід на одну сім'ю — 89 282 долари (медіана — 68 584). Медіана доходів становила 46 840 доларів для чоловіків та 35 627 доларів для жінок. За межею бідності перебувало 34,7 % осіб, у тому числі 18,8 % дітей у віці до 18 років та 7,9 % осіб у віці 65 років та старших.
Цивільне працевлаштоване населення становило 48 256 осіб. Основні галузі зайнятості: освіта, охорона здоров'я та соціальна допомога — 37,8 %, мистецтво, розваги та відпочинок — 13,2 %, роздрібна торгівля — 12,2 %.